# 749局
《749局》（英語：Bureau 749）是2024年上映的中国大陆科幻冒险動作片，由陆川执导，王俊凯、苗苗、郑恺、任敏、辛柏青与张钧甯领衔主演。影片灵感源于导演陆川军校毕业后在749局的工作经历，于2024年10月1日国庆档在中国大陆上映。《749局》上映後口碑票房雙敗，從劇情、演技至特效均遭受批評，票房收入也失敗。

## 背景
749局是中华人民共和国成立初期设立的军事科研机构，负责研究新型武器装备，涉及超自然和人体特异功能等领域。

## 演员阵容
- 王俊凯饰演馬山
  - 周一格饰演童年马山
- 苗苗饰演夏婳
- 郑恺饰演乔东北
- 任敏饰演丧妹
- 辛柏青饰演马爵／曹国舅
- 张钧甯饰演孙二娘
- 李晨饰演晨光（特别主演）
- 杨皓宇饰演张工（特别主演）
- 余皑磊饰演疤哥（特别主演）
- 李梦饰演吴晗（特别主演）
- 金世佳饰演飞氘（友情出演）
- 周一围饰演马山父亲（友情出演）
- 李勤勤饰演报社编辑（友情出演）
- 刘陆饰演马山母亲（友情出演）
- 李光洁（友情出演）
- 曹衛宇（友情出演）

## 制作
该片于2018年10月在重庆开始主体拍摄，辗转北京、重庆、兰州取景，拍摄周期长达9个月；2024年3月14日宣布补拍，同年4月22日正式杀青，制作过程历时8年。

### 音乐
| 曲序 | 曲目                 | 演唱 |
| ---- | -------------------- | ---- |
| 1.   | 平凡的王冠（主题曲） | 石岩 |

## 反響
《749局》在外界的口碑以負面居多，票房表現也不佳。豆瓣電影網站評分僅3.4分，好于0%科幻片、动作片，劇情、演員、导演各方面均遭負評。2025年4月25日，获得第十六届金扫帚奖最令人失望影片、最令人失望导演、最令人失望编剧三项“奖励”。